# جف استورک
جفری ("جف") مالکوم استورک (به انگلیسی: Jeffrey ("Jeff") Malcolm Stork) (زاده ۸ ژانویه ۱۹۶۰ در واشینگتن) مربی والیبال اهل آمریکا، که عضو سابق تیم ملی والیبال ایالات متحده آمریکا بود. او موفق ه کسب مدال طلا در بازی‌های المپیک تابستانی ۱۹۹۸ و مدال برنز بازی‌های المپیک تابستانی ۱۹۹۲ شد. او در حال حاضر مربی تیم والیبال زنان در دانشگاه ایالتی کالیفرنیا نورتریج است.